# 2023년 강릉 산불
2023년 강릉 산불은 2023년 4월 11일 오전 8시 30분 강원도 강릉시 난곡동에서 수목이 전도되면서 전신주를 덮쳐 화재가 발생한 사고이다.
오전 9시 43분 대응 3단계로 격상했다.

## 피해
- 금란정[3]
- 강릉 방해정 소실

## 같이 보기
- 동해안 산불
- 2019년 강원도 산불
- 2022년 동해안 산불
- 2023년 합천 산불
- 2023년 캐나다 산불
- 2023년 하와이 산불
- 인왕산 산불